# Polkanovita
La polkanovita és un mineral de la classe dels sulfurs. Rep el seu nom de Yuri Aleksandrovich Polkanov (1935), acadèmic de l'Institut de Recursos Minerals de l'Acadèmia de Ciències tècniques d'Ucraïna, conegut pels seus estudis sobre els dipòsits de minerals de la península de Crimea, i en particular dels placers.

## Característiques
La polkanovita és un sulfur, un aliatge de rodi i arsènic de fórmula química Rh₁₂As₇. Cristal·litza en el sistema hexagonal. Es troba de manera massiva juntament amb altres sulfurs. Forma una sèrie de solució sòlida amb la morozeviczita.
Segons la classificació de Nickel-Strunz, la polkanovita pertany a «02.AC: Aliatges de metal·loides amb PGE» juntament amb els següents minerals: atheneïta, vincentita, arsenopal·ladinita, mertieïta-II, stillwaterita, isomertieïta, mertieïta-I, miessiïta, palarstanur, estibiopal·ladinita, menshikovita, majakita, pal·ladoarsenur, pal·ladobismutarsenur, pal·ladodimita, rodarsenur, naldrettita, genkinita, ungavaïta, polarita, borishanskiïta, froodita i iridarsenita.

## Formació i jaciments
Es troba en petits filons epigenètics i zones de reemplaçament metasomàtiques substituint arenisca i altres sulfurs, en arenisques subjacents que contenen coure. Sol trobar-se associada a altres minerals com: marcassita, calcopirita, bornita, calcocita, tennantita, esfalerita o galena. La seva localitat tipus es troba al riu Miass, a l'óblast de Txeliàbinsk (Urals, Rússia). També se n'ha trobat al dipòsit de cromita de Black Thor (Ontario, Canadà), a Luobusha (Regió Autònoma del Tibet, República Popular de la Xina) i al mont Filipp (óblast de Kamtxatka, Rússia).